# Астробой (мультфільм)
«Астробой» (англ. Astro Boy) — американсько-гонконгзький комп'ютерний анімаційний супергеройський фільм 2009 року.

## Сюжет
У космічному мегаполісі Метро живе геніальний вчений доктор Тенма. Оплакуючи свого загиблого сина, він створює Астробоя, хлопчика-робота, якого він наділяє найкращими людськими якостями і надприродними здібностями супергероя. Але незабаром Астробой усвідомлює, що він всього лише машина. У пориві гніву в його механізмі відбувається замикання, і його позитивна «блакитна енергія» стає негативною — «червоною».
У цей час розлючений Астробой потрапляє в поле зору злочинних військових кіл, які хочуть використати силу маленького робота для захоплення Землі.

## Українське багатоголосе закадрове озвучення
Українською мовою мультфільм озвучено студією «Tretyakoff production» на замовлення компанії Аврора-фільм у 2009 році.
- Ролі озвучували: Павло Скороходько, Анатолій Зіновенко, Лідія Муращенко, Наталя Задніпровська

## Ролі озвучили
| Актор             | Роль                        |
| ----------------- | --------------------------- |
| Фредді Гаймор     | Тобі Тенма / Астробой       |
| Ніколас Кейдж     | доктор Біл Тенма            |
| Крістен Белл      | Кора                        |
| Семюел Л. Джексон | Зоґ                         |
| Метт Лукас        | Спаркс                      |
| Юджин Леві        | Оррін                       |
| Білл Наї          | доктор Елефан               |
| Дональд Сазерленд | президент Стоун             |
| Натан Лейн        | Хамегг                      |
| Мойзес Аріас      | Зейн                        |
| Шарліз Терон      | оповідачка освітнього відео |
| Алан Тьюдік       | містер Скуіджи              |
| Мадлен Керролл    | Віджет                      |
| Стерлінг Бомон    | Сладж                       |
| Ді Бредлі Бейкер  | Смітник                     |
| Ель Феннінг       | Грейс                       |